# Рундальская волость
Ру́ндальская волость (латыш. Rundāles pagasts)  — территориальная единица в составе Бауского края Латвии.
Крупнейшие населённые пункты: Пилсрундале (волостной центр), Саулайне, Зиедони, Мазмежотне и другие.
До 2021 года была в составе Рундальского края. В результате новой административно-территориальной реформы Рундальский край был упразднён, а Рундальская волость была включена в Бауский край.

## Достопримечательности
- Замок Кауцмюнде
- Рундальский дворец